# HMHS Dover Castle
Dover Castle – brytyjski parowiec. W czasie I wojny światowej był statkiem szpitalnym (HMHS, His Majesty's Hospital Ship). 26 maja 1917, w drodze z Malty do Gibraltaru został zatopiony przez SM UC-67 pod dowództwem Karla Neumanna ok. 50 Mm na północ od Annaby w Algierii, ze stratą 7 osób.
Nazwa statku upamiętniała zamek w Dover (Dover Castle).